# Горан Стояноски
Горан Бранков Стояноски (на македонска литературна норма: Горан Бранков Стојаноски) е писател от Република Македония.

## Биография
Стояноски е роден в западномакедонския град Кичево в 1966 година. Татко му Бранко Стояноски е съден от комунистическите власти като деец на ВМРО. На литературната сцена се появява в 1998 година със своята първа книга „Шумски сказни“ (Горски приказки) (РУ „Крсте Мисирков“, Кичево). Книгата е посрещната добре и Министерството на културата одобрява едноименен аудио проект. В 2001 година Стояноски публикува романа „Вилар“ (СДК „Кочо Рацин“, Кичево), а в 2005 роман приказката „Дивата убавица“ („Македонска реч“). В 2007 година публикува своята четвърта книга с интересното заглавие „Трпкавица в ногавица“ („Селектор“), а през октомври 2010 година публикува „Доживувањата на Геге супер Геге“ (издание на „Македонска реч“).
Горан Б. Стояновски е застъпен със свои творби в учебниците по македонски язик в четвърто отделение. Публикува разкази в много вестници и детски списания. Стояноски е автор и на много радиодрами, на сценарии за документални радио и телевизионни емисии и на цикъл от десетина радиодрами, работени по народни приказки от Кичевско и заснети под заглавието „Приказни од Кичевско“. Работи в Кичево.
Умира в катастрофа на 21 ноември 2010 година. През февруари 2012 година „Македонска реч“ публикува посмъртно книгата му „Џуџести сказни“.